# Upponyi-hegység
Az Upponyi-hegység az Északi-középhegység (földrajzi nagytáj) része, azon belül a Bükk-vidék kistája. Nevezik még Upponyi-hegyhátnak és Upponyi-rögnek is.

## Elhelyezkedése
Nyugatról a Heves–Borsodi-dombság, északról és keletről a Borsodi-medence, délről a Bükk-vidék tetőrégiója határolja.

## Kialakulása
Legidősebb kőzetei az ország legidősebb kőzetei közé tartozó 470-450 millió éves (ordovícium) palássá préselt tengeri üledékek. Az üledékes kőzetek képződése egészen a karbon végéig, mintegy 300 millió évvel ezelőttig folytatódott. A víz mélységének állandó változása miatt ezek az üledékek sokfélék: homokkő, agyag, mészkő és dolomit is található közöttük (pl. a mészkőből és meszes agyagpalából álló, karbon korú Lázbérci formáció vagy a nagy szervesanyag-, vas- és mangánlerakódásokat is tartalmazó agyagpalából álló, szilur korú Tapolcsányi agyagpala formáció). Az üledékes kőzetek közé a devon időszakban vulkáni kőzetek nyomultak. Az Upponyi-hegységet alkotó kőzetek fiatalabb változatai építik fel a Bükk alaphegységét.

## Felszíne
A hegység átlagos magassága 400–450 m. A Bán-patak völgye és a Lázbérci-víztározó két részre osztja: a nyugati része egy kiemelt sasbérc (Közép-Bérc, 429 m), melyet főleg a karbonból származó pala, kristályos mészkő és összepréselt homokkő épít fel. Karsztjelenségekben szegény, csak az Upponyi-szorosban található néhány kisebb barlang (pl. Upponyi 1. sz. kőfülke, ahol jégkori ősember nyomaira bukkantak). A mintegy 500 méter hosszú szoros a víz pusztító munkájának eredménye, igazi szurdokvölgy.
Keleti része az óidei alaphegységet a miocénből származó homok, agyag és kavics, illetve szintén miocén korú, de vulkáni eredetű andezit agglomerátum.[forrás?] Ezekből a nagy sziklákból a külső erők pusztító hatásának köszönhetően jellegzetes alakú kőgombák jöttek létre.
Itt alakult ki tömbös csuszamlással Magyarország második legnagyobb ál-barlangrendszere, a Damasa-szakadék, mely Bánhorváti határában, a Csom (Som)-völgy oldalában található. 200-300 évvel ezelőtt egy földrengés hatására az andezit-agglomerátum 10-15 méter magas tömbökben 10 méter mélyen a völgybe csúszott. A sziklák között helyenként még nyáron is megmarad a hó.

## Élővilág
A hegység legnagyobb részén agyagbemosódásos barna erdőtalajok találhatóak. Uralkodó növénytársulása a cseres-tölgyes, de az Upponyi-szoros környékén sziklagyepek és bokorerdők is előfordulnak. Természeti értékeit a Lázbérci Tájvédelmi Körzet óvja, a dédestapolcsányi Szalamandra-tanösvény mutatja be. Egykori (miocén) flórájának nyomai (sárgás és fekete levéllenyomatok) az Upponyi-szorosban maradtak fenn. Állatvilága a Bükkéhez hasonló, különlegessége a kerecsensólyom, az uhu és a fekete gólya fészkelése.

## Külső hivatkozások
- Geológiai térkép